# Johann Karl Ehrenfried Kegel
 Johann Karl Ehrenfried Kegel (Rammelburg, 3 de outubro de 1784 – Odessa, 25 de junho de 1863) foi um agrônomo alemão que explorou a Península de Kamchatka ao serviço da Rússia.

## Biografia
Johann Karl Ehrenfried Kegel nasceu na Alemanha e se formou em Copenhague. Por recomendação de um parente ele seguiu para São Petersburgo no inverno de 1826/1827.
Em 1841 o governo russo o enviou ao Kamtchatka para explorar as possibilidades de agricultura e mineração. Ele atravessou a Sibéria, embarcou de navio em Okhotsk e depois de naufragar chegou em Kamchatka.
Partindo de Petropavlowsk ele fez várias longas viagens de vários meses para explorar o interior do país. Para melhor poder analisar o solo e experimentar com sementes ele viajava nos meses de verão apesar de que neste período do ano os caminhos serem quase impassíveis. Nos seus relatórios ele não apenas descreve a flora, a fauna, o solo e a geologia do país mas também a vida dos povos que viviam em Kamchatka e a maneira como era oprimidos pelas autoridades. Ele reconheceu que se bem trabalhado o solo prometia riqueza ao país e descobriu recursos minerais. Ao mesmo tempo ele desenvolveu sugestões para melhorar a situação de vida da população local e criticou repetidamente a opressão que esta sofria.
Para as autoridades locais, corruptas e sem interesse no desenvolvimento do país, Kegel não era uma pessoa bem-vinda. Elas temiam que Kegel pudesse atrapalhar o comércio de pele, a maior fonte de riqueza. Kegel era temido pelas sua integridade pessoal e ele sofreu contínuas represálias. Mas ele terminou o seu trabalho e voltou, após  escapar várias vezes da morte e gravemente enfermo, para São Petersburgo em 1847. Os seus relatórios, que são considerados como sendo os mais precisos desta época, não puderam ser publicados durante sua vida. Isto teria lhe custado a liberdade ou até mesmo a vida.
Kegel faleceu aos 78 anos de idade em Odessa.